# Tenualosa macrura
Tenualosa macrura är en fiskart som först beskrevs av Pieter Bleeker 1852.  Tenualosa macrura ingår i släktet Tenualosa och familjen sillfiskar. Inga underarter finns listade i Catalogue of Life.